# Temporada 2022 de MotoGP
La temporada 2022 de MotoGP fue la 74.ª edición de la categoría principal del Campeonato del Mundo de Motociclismo. La temporada inició el 6 de marzo y el final tuvo lugar el 6 noviembre.

## Calendario
El 7 de octubre de 2021, la FIM y Dorna hicieron público el calendario provisional para 2022.
| Ronda                                               | Gran Premio                            | Circuito                                                | Fecha                         |
| --------------------------------------------------- | -------------------------------------- | ------------------------------------------------------- | ----------------------------- |
| 1                                                   | Gran Premio de Catar                   | Circuito Internacional de Losail, Lusail                | 4-6 de marzo                  |
| 2                                                   | Gran Premio de Indonesia               | Circuito Urbano Internacional de Mandalika, Lombok      | 18-20 de marzo                |
| 3                                                   | Gran Premio de la República Argentina  | Autódromo Termas de Río Hondo, Santiago del Estero      | 1-3 de abril                  |
| 4                                                   | Gran Premio de las Américas            | Circuito de las Américas, Austin, Texas                 | 8-10 de abril                 |
| 5                                                   | Gran Premio de Portugal                | Autódromo Internacional do Algarve, Portimão            | 22-24 de abril                |
| 6                                                   | Gran Premio de España                  | Circuito de Jerez, Jerez de la Frontera                 | 29 de abril-1 de mayo         |
| 7                                                   | Gran Premio de Francia                 | Circuito de Bugatti, Le Mans                            | 13-15 de mayo                 |
| 8                                                   | Gran Premio de Italia                  | Autódromo Internacional del Mugello, Scarperia          | 27-29 de mayo                 |
| 9                                                   | Gran Premio de Cataluña                | Circuito de Barcelona-Cataluña, Montmeló                | 3-5 de junio                  |
| 10                                                  | Gran Premio de Alemania                | Sachsenring, Hohenstein-Ernstthal                       | 17-19 de junio                |
| 11                                                  | TT Assen                               | Circuito de Assen, Assen                                | 24-26 de junio                |
| 12                                                  | Gran Premio de Gran Bretaña            | Circuito de Silverstone, Silverstone                    | 5-7 de agosto                 |
| 13                                                  | Gran Premio de Austria                 | Red Bull Ring, Spielberg                                | 19-21 de agosto               |
| 14                                                  | Gran Premio de San Marino              | Misano World Circuit Marco Simoncelli, Misano Adriatico | 2-4 de septiembre             |
| 15                                                  | Gran Premio de Aragón                  | MotorLand Aragón, Alcañiz                               | 16-18 de septiembre           |
| 16                                                  | Gran Premio de Japón                   | Twin Ring Motegi, Motegi                                | 23-25 de septiembre           |
| 17                                                  | Gran Premio de Tailandia               | Circuito Internacional de Chang, Buriram                | 30 de septiembre-2 de octubre |
| 18                                                  | Gran Premio de Australia               | Circuito de Phillip Island, Isla Phillip                | 14-16 de octubre              |
| 19                                                  | Shell Gran Premio de Malasia           | Circuito Internacional de Sepang, Selangor              | 21-23 de octubre              |
| 20                                                  | Gran Premio de la Comunidad Valenciana | Circuito Ricardo Tormo, Valencia                        | 4-6 de noviembre              |
| Grandes Premios cancelados                          |                                        |                                                         |                               |
| -                                                   | Gran Premio de Finlandia               | Kymi Ring, Kymenlaakso                                  | 8-10 de julio                 |
| Notas: Actualizado a 12 de octubre de 2021 1. 2. 3. |                                        |                                                         |                               |

### Cambios en el calendario
- Vuelve el Gran Premio de Indonesia en el circuito urbano de Mandalika después de que se realizase por última vez en 1997, aquella ocasión en el Circuito Internacional de Sentul
- Después de cancelarse dos años consecutivos por la Pandemia de COVID-19, regresa el Gran Premio de Finlandia, realizado por última vez en 1982 en el Circuito de Imatra
- Tras realizarse en 2020 y 2021 para sustituir a carreras canceladas o pospuestas, el Gran Premio de Portugal regresa de manera estable en 2022. Se realizará en el Autódromo Internacional do Algarve, al igual que los años anteriores.
- Debido a la Pandemia de COVID-19, los Grandes Premios de la República Argentina, Japón, Tailandia, Australia y Malasia vuelven al calendario, mientras que los Grandes Premios de Doha, Estiria, Emilia-Romaña y Algarve desaparecen.
- El 25 de mayo se anunció la cancelación del Gran Premio de Finlandia debido a los retrasos en las obras de homologación del Kymi Ring, sumados a la situación geopolítica que atraviesa la región por la invasión rusa de Ucrania llevaron a la cancelación de la prueba.[2][3][4]

## Equipos y pilotos en MotoGP

### Pilotos participantes
| Equipos de fábrica                                      | Equipos de fábrica | Equipos de fábrica      | Equipos de fábrica | Equipos de fábrica    | Equipos de fábrica |
| Equipo                                                  | Constructor        | Moto                    | N.º                | Piloto                | Rondas             |
| ------------------------------------------------------- | ------------------ | ----------------------- | ------------------ | --------------------- | ------------------ |
| Aprilia Racing                                          | Aprilia            | Aprilia RS-GP           | 12                 | Maverick Viñales      | Todas              |
| Aprilia Racing                                          | Aprilia            | Aprilia RS-GP           | 32                 | Lorenzo Savadori      | 5-6, 8, 11, 13     |
| Aprilia Racing                                          | Aprilia            | Aprilia RS-GP           | 41                 | Aleix Espargaró       | Todas              |
| Ducati Lenovo Team                                      | Ducati             | Ducati Desmosedici GP22 | 43                 | Jack Miller           | Todas              |
| Ducati Lenovo Team                                      | Ducati             | Ducati Desmosedici GP22 | 63                 | Francesco Bagnaia     | Todas              |
| Aruba.it Racing                                         | Ducati             | Ducati Desmosedici GP22 | 51                 | Michele Pirro         | 8-9, 14            |
| Repsol Honda Team                                       | Honda              | Honda RC213V            | 6                  | Stefan Bradl          | 3, 9-14            |
| Repsol Honda Team                                       | Honda              | Honda RC213V            | 44                 | Pol Espargaró         | Todas              |
| Repsol Honda Team                                       | Honda              | Honda RC213V            | 93                 | Marc Márquez          | 1-2, 4-8, 15-20    |
| Team HRC                                                | Honda              | Honda RC213V            | 6                  | Stefan Bradl          | 6                  |
| Team HRC                                                | Honda              | Honda RC213V            | 45                 | Tetsuta Nagashima     | 16                 |
| Red Bull KTM Factory Racing                             | KTM                | KTM RC16                | 33                 | Brad Binder           | Todas              |
| Red Bull KTM Factory Racing                             | KTM                | KTM RC16                | 88                 | Miguel Oliveira       | Todas              |
| Team Suzuki Ecstar                                      | Suzuki             | Suzuki GSX-RR           | 9                  | Danilo Petrucci       | 17                 |
| Team Suzuki Ecstar                                      | Suzuki             | Suzuki GSX-RR           | 36                 | Joan Mir              | 1-13, 15, 18-20    |
| Team Suzuki Ecstar                                      | Suzuki             | Suzuki GSX-RR           | 42                 | Álex Rins             | Todas              |
| Team Suzuki Ecstar                                      | Suzuki             | Suzuki GSX-RR           | 85                 | Takuya Tsuda          | 16                 |
| Team Suzuki Ecstar                                      | Suzuki             | Suzuki GSX-RR           | 92                 | Kazuki Watanabe       | 14                 |
| Monster Energy Yamaha MotoGP                            | Yamaha             | Yamaha YZR-M1           | 20                 | Fabio Quartararo      | Todas              |
| Monster Energy Yamaha MotoGP                            | Yamaha             | Yamaha YZR-M1           | 21                 | Franco Morbidelli     | Todas              |
| Equipos independientes                                  |                    |                         |                    |                       |                    |
| Equipo                                                  | Constructor        | Moto                    | N.º                | Piloto                | Rondas             |
| Pramac Racing(Rnd. 1-7) Prima Pramac Racing (Rnd. 8-20) | Ducati             | Ducati Desmosedici GP22 | 5                  | Johann Zarco          | Todas              |
| Pramac Racing(Rnd. 1-7) Prima Pramac Racing (Rnd. 8-20) | Ducati             | Ducati Desmosedici GP22 | 89                 | Jorge Martín          | Todas              |
| Mooney VR46 Racing Team                                 | Ducati             | Ducati Desmosedici GP22 | 10                 | Luca Marini           | Todas              |
| Mooney VR46 Racing Team                                 | Ducati             | Ducati Desmosedici GP21 | 72                 | Marco Bezzecchi       | Todas              |
| Gresini Racing MotoGP                                   | Ducati             | Ducati Desmosedici GP21 | 23                 | Enea Bastianini       | Todas              |
| Gresini Racing MotoGP                                   | Ducati             | Ducati Desmosedici GP21 | 49                 | Fabio Di Giannantonio | Todas              |
| LCR Honda Idemitsu                                      | Honda              | Honda RC213V            | 30                 | Takaaki Nakagami      | 1-16, 20           |
| LCR Honda Idemitsu                                      | Honda              | Honda RC213V            | 45                 | Tetsuta Nagashima     | 17-19              |
| LCR Honda Castrol                                       | Honda              | Honda RC213V            | 73                 | Álex Márquez          | Todas              |
| Tech 3 KTM Factory Racing                               | KTM                | KTM RC16                | 25                 | Raúl Fernández        | 1-5, 7-20          |
| Tech 3 KTM Factory Racing                               | KTM                | KTM RC16                | 87                 | Remy Gardner          | Todas              |
| WithU Yamaha RNF MotoGP Team                            | Yamaha             | Yamaha YZR-M1           | 04                 | Andrea Dovizioso      | 1-14               |
| WithU Yamaha RNF MotoGP Team                            | Yamaha             | Yamaha YZR-M1           | 35                 | Cal Crutchlow         | 15-20              |
| WithU Yamaha RNF MotoGP Team                            | Yamaha             | Yamaha YZR-M1           | 40                 | Darryn Binder         | Todas              |

| Leyenda             |
| ------------------- |
| Piloto regular      |
| Piloto novato       |
| Piloto invitado     |
| Piloto de reemplazo |

#### Cambios de pilotos
- Tras completar la pasada temporada 2021, Valentino Rossi se retiró como piloto centrándose en sus equipos de la VR46 Academy.
- Maverick Viñales irá al equipo Aprillia, sustituyendo a Lorenzo Savadori y dejando su asiento de Yamaha que será ocupado por Franco Morbidelli, quien deja un asiento libre en el equipo Petronas Yamaha que ocupará Andrea Dovizioso.
- El equipo Tech 3 renueva su dupla de pilotos a Raúl Fernández y Remy Gardner, dejando sin asiento a Danilo Petrucci y a Iker Lecuona.
- El piloto italiano Fabio Di Giannantonio asciende de categoría e irá al equipo Gresini Racing, compartiendo asiento con Enea Bastianini.
- El piloto italiano Marco Bezzecchi que competía en Moto2 asciende a la categoría de la mano del equipo Aramco VR46 con Luca Marini como compañero.
- El piloto sudafricano Darryn Binder que competía en Moto3 asciende a la categoría de la mano del equipo Petronas Yamaha con Andrea Dovizioso como compañero.

#### Cambios de equipos
- El Esponsorama pasará a ser el Aramco VR46.
- Aprilia y Gresini se separan, ese último montando motores Ducati. Convirtiéndose Aprilia en un equipo de fábrica.

## Resultados por Gran Premio
| Ronda | Fecha                              | Gran Premio | Mapa del circuito                                                | Resultados            | Resultados       | Resultados                   | Resultados                       |
| ----- | ---------------------------------- | --- | ---------------------------------------------------------------- | --------------------- | ---------------- | ---------------------------- | -------------------------------- |
| 1     | 4, 5 y 6 de marzo                  | Gran Premio de Catar Circuito de Losail Longitud: 5,380 km Vueltas: 22 Distancia de carrera: 118,36 km Ganador 2021: Maverick Viñales - Monster Energy Yamaha MotoGP                                           |                                                                  | FP1                   | Brad Binder      | Pole Position                | Jorge Martín (1:53.011)          |
| 1     | 4, 5 y 6 de marzo                  | Gran Premio de Catar Circuito de Losail Longitud: 5,380 km Vueltas: 22 Distancia de carrera: 118,36 km Ganador 2021: Maverick Viñales - Monster Energy Yamaha MotoGP                                           | FP2                                                              | Álex Rins             | Warm Up          | Enea Bastianini              |                                  |
| 1     | 4, 5 y 6 de marzo                  | Gran Premio de Catar Circuito de Losail Longitud: 5,380 km Vueltas: 22 Distancia de carrera: 118,36 km Ganador 2021: Maverick Viñales - Monster Energy Yamaha MotoGP                                           | FP3                                                              | Enea Bastianini       | Ganador          | Enea Bastianini              |                                  |
| 1     | 4, 5 y 6 de marzo                  | Gran Premio de Catar Circuito de Losail Longitud: 5,380 km Vueltas: 22 Distancia de carrera: 118,36 km Ganador 2021: Maverick Viñales - Monster Energy Yamaha MotoGP                                           | FP4                                                              | Johann Zarco          | 2.o puesto       | Brad Binder                  |                                  |
| 1     | 4, 5 y 6 de marzo                  | Gran Premio de Catar Circuito de Losail Longitud: 5,380 km Vueltas: 22 Distancia de carrera: 118,36 km Ganador 2021: Maverick Viñales - Monster Energy Yamaha MotoGP                                           | Q1                                                               | Brad Binder           | 3.er puesto      | Pol Espargaró                |                                  |
| 1     | 4, 5 y 6 de marzo                  | Gran Premio de Catar Circuito de Losail Longitud: 5,380 km Vueltas: 22 Distancia de carrera: 118,36 km Ganador 2021: Maverick Viñales - Monster Energy Yamaha MotoGP                                           | Q1                                                               | Fabio Quartararo      | Vuelta rápida    | Enea Bastianini (1:54.338)   |                                  |
| 1     | 4, 5 y 6 de marzo                  | Gran Premio de Catar Circuito de Losail Longitud: 5,380 km Vueltas: 22 Distancia de carrera: 118,36 km Ganador 2021: Maverick Viñales - Monster Energy Yamaha MotoGP                                           | Resultados completos: Entrenamientos \| Clasificación \| Carrera |                       |                  |                              |                                  |
| 2     | 18, 19 y 20 de marzo               | Gran Premio de Indonesia Circuito Urbano Internacional Pertamina Mandalika Longitud: 4,301 km Vueltas: 27 Distancia de carrera: 116,40 km Ganador 1997: Tadayuki Okada - Repsol Honda Team                     |                                                                  | FP1                   | Pol Espargaró    | Pole Position                | Fabio Quartararo (1:31.067)      |
| 2     | 18, 19 y 20 de marzo               | Gran Premio de Indonesia Circuito Urbano Internacional Pertamina Mandalika Longitud: 4,301 km Vueltas: 27 Distancia de carrera: 116,40 km Ganador 1997: Tadayuki Okada - Repsol Honda Team                     | FP2                                                              | Fabio Quartararo      | Warm Up          | Fabio Quartararo             |                                  |
| 2     | 18, 19 y 20 de marzo               | Gran Premio de Indonesia Circuito Urbano Internacional Pertamina Mandalika Longitud: 4,301 km Vueltas: 27 Distancia de carrera: 116,40 km Ganador 1997: Tadayuki Okada - Repsol Honda Team                     | FP3                                                              | Marc Marquez          | Ganador          | Miguel Oliveira              |                                  |
| 2     | 18, 19 y 20 de marzo               | Gran Premio de Indonesia Circuito Urbano Internacional Pertamina Mandalika Longitud: 4,301 km Vueltas: 27 Distancia de carrera: 116,40 km Ganador 1997: Tadayuki Okada - Repsol Honda Team                     | FP4                                                              | Franco Morbidelli     | 2.o puesto       | Fabio Quartararo             |                                  |
| 2     | 18, 19 y 20 de marzo               | Gran Premio de Indonesia Circuito Urbano Internacional Pertamina Mandalika Longitud: 4,301 km Vueltas: 27 Distancia de carrera: 116,40 km Ganador 1997: Tadayuki Okada - Repsol Honda Team                     | Q1                                                               | Francesco Bagnaia     | 3.er puesto      | Johann Zarco                 |                                  |
| 2     | 18, 19 y 20 de marzo               | Gran Premio de Indonesia Circuito Urbano Internacional Pertamina Mandalika Longitud: 4,301 km Vueltas: 27 Distancia de carrera: 116,40 km Ganador 1997: Tadayuki Okada - Repsol Honda Team                     | Q1                                                               | Fabio Di Giannantonio | Vuelta rápida    | Fabio Quartararo (1:38.749)  |                                  |
| 2     | 18, 19 y 20 de marzo               | Gran Premio de Indonesia Circuito Urbano Internacional Pertamina Mandalika Longitud: 4,301 km Vueltas: 27 Distancia de carrera: 116,40 km Ganador 1997: Tadayuki Okada - Repsol Honda Team                     | Resultados completos: Entrenamientos \| Clasificación \| Carrera |                       |                  |                              |                                  |
| 3     | 1, 2 y 3 de abril                  | Gran Premio de la República Argentina Autódromo Internacional de Termas de Río Hondo Longitud: 4,806 km Vueltas: 25 Distancia de carrera: 120,15 km Ganador 2019: Marc Márquez - Repsol Honda Team             |                                                                  | FP1                   | Takaaki Nakagami | Pole Position                | Aleix Espargaró (1:37.688)       |
| 3     | 1, 2 y 3 de abril                  | Gran Premio de la República Argentina Autódromo Internacional de Termas de Río Hondo Longitud: 4,806 km Vueltas: 25 Distancia de carrera: 120,15 km Ganador 2019: Marc Márquez - Repsol Honda Team             | FP2                                                              | Aleix Espargaró       | Warm Up          | Aleix Espargaró              |                                  |
| 3     | 1, 2 y 3 de abril                  | Gran Premio de la República Argentina Autódromo Internacional de Termas de Río Hondo Longitud: 4,806 km Vueltas: 25 Distancia de carrera: 120,15 km Ganador 2019: Marc Márquez - Repsol Honda Team             | FP3                                                              | Sesión cancelada      | Ganador          | Aleix Espargaró              |                                  |
| 3     | 1, 2 y 3 de abril                  | Gran Premio de la República Argentina Autódromo Internacional de Termas de Río Hondo Longitud: 4,806 km Vueltas: 25 Distancia de carrera: 120,15 km Ganador 2019: Marc Márquez - Repsol Honda Team             | FP4                                                              | Sesión cancelada      | 2.o puesto       | Jorge Martín                 |                                  |
| 3     | 1, 2 y 3 de abril                  | Gran Premio de la República Argentina Autódromo Internacional de Termas de Río Hondo Longitud: 4,806 km Vueltas: 25 Distancia de carrera: 120,15 km Ganador 2019: Marc Márquez - Repsol Honda Team             | Q1                                                               | Pol Espargaró         | 3.er puesto      | Álex Rins                    |                                  |
| 3     | 1, 2 y 3 de abril                  | Gran Premio de la República Argentina Autódromo Internacional de Termas de Río Hondo Longitud: 4,806 km Vueltas: 25 Distancia de carrera: 120,15 km Ganador 2019: Marc Márquez - Repsol Honda Team             | Q1                                                               | Takaaki Nakagami      | Vuelta rápida    | Aleix Espargaró (1:39.375)   |                                  |
| 3     | 1, 2 y 3 de abril                  | Gran Premio de la República Argentina Autódromo Internacional de Termas de Río Hondo Longitud: 4,806 km Vueltas: 25 Distancia de carrera: 120,15 km Ganador 2019: Marc Márquez - Repsol Honda Team             | Resultados completos: Entrenamientos \| Clasificación \| Carrera |                       |                  |                              |                                  |
| 4     | 8, 9 y 10 de abril                 | Gran Premio de las Américas Circuito de las Américas Longitud: 5,513 km Vueltas: 20 Distancia de carrera: 110,26 km Ganador 2021: Marc Márquez - Repsol Honda Team                                             |                                                                  | FP1                   | Alex Rins        | Pole Position                | Jorge Martín (2:02.039)          |
| 4     | 8, 9 y 10 de abril                 | Gran Premio de las Américas Circuito de las Américas Longitud: 5,513 km Vueltas: 20 Distancia de carrera: 110,26 km Ganador 2021: Marc Márquez - Repsol Honda Team                                             | FP2                                                              | Johann Zarco          | Warm Up          | Maverick Viñales             |                                  |
| 4     | 8, 9 y 10 de abril                 | Gran Premio de las Américas Circuito de las Américas Longitud: 5,513 km Vueltas: 20 Distancia de carrera: 110,26 km Ganador 2021: Marc Márquez - Repsol Honda Team                                             | FP3                                                              | Fabio Quartararo      | Ganador          | Enea Bastianini              |                                  |
| 4     | 8, 9 y 10 de abril                 | Gran Premio de las Américas Circuito de las Américas Longitud: 5,513 km Vueltas: 20 Distancia de carrera: 110,26 km Ganador 2021: Marc Márquez - Repsol Honda Team                                             | FP4                                                              | Francesco Bagnaia     | 2.o puesto       | Álex Rins                    |                                  |
| 4     | 8, 9 y 10 de abril                 | Gran Premio de las Américas Circuito de las Américas Longitud: 5,513 km Vueltas: 20 Distancia de carrera: 110,26 km Ganador 2021: Marc Márquez - Repsol Honda Team                                             | Q1                                                               | Jorge Martín          | 3.er puesto      | Jack Miller                  |                                  |
| 4     | 8, 9 y 10 de abril                 | Gran Premio de las Américas Circuito de las Américas Longitud: 5,513 km Vueltas: 20 Distancia de carrera: 110,26 km Ganador 2021: Marc Márquez - Repsol Honda Team                                             | Q1                                                               | Álex Rins             | Vuelta rápida    | Enea Bastianini (2:03.521)   |                                  |
| 4     | 8, 9 y 10 de abril                 | Gran Premio de las Américas Circuito de las Américas Longitud: 5,513 km Vueltas: 20 Distancia de carrera: 110,26 km Ganador 2021: Marc Márquez - Repsol Honda Team                                             | Resultados completos: Entrenamientos \| Clasificación \| Carrera |                       |                  |                              |                                  |
| 5     | 22, 23 y 24 de abril               | Gran Premio de Portugal Autódromo Internacional do Algarve Longitud: 4,592 km Vueltas: 25 Distancia de carrera: 114,8 km Ganador 2021: Fabio Quartararo - Monster Energy Yamaha MotoGP                         |                                                                  | FP1                   | Marc Márquez     | Pole Position                | Johann Zarco (1:42.003)          |
| 5     | 22, 23 y 24 de abril               | Gran Premio de Portugal Autódromo Internacional do Algarve Longitud: 4,592 km Vueltas: 25 Distancia de carrera: 114,8 km Ganador 2021: Fabio Quartararo - Monster Energy Yamaha MotoGP                         | FP2                                                              | Pol Espargaró         | Warm Up          | Fabio Quartararo             |                                  |
| 5     | 22, 23 y 24 de abril               | Gran Premio de Portugal Autódromo Internacional do Algarve Longitud: 4,592 km Vueltas: 25 Distancia de carrera: 114,8 km Ganador 2021: Fabio Quartararo - Monster Energy Yamaha MotoGP                         | FP3                                                              | Miguel Oliveira       | Ganador          | Fabio Quartararo             |                                  |
| 5     | 22, 23 y 24 de abril               | Gran Premio de Portugal Autódromo Internacional do Algarve Longitud: 4,592 km Vueltas: 25 Distancia de carrera: 114,8 km Ganador 2021: Fabio Quartararo - Monster Energy Yamaha MotoGP                         | FP4                                                              | Miguel Oliveira       | 2.o puesto       | Johann Zarco                 |                                  |
| 5     | 22, 23 y 24 de abril               | Gran Premio de Portugal Autódromo Internacional do Algarve Longitud: 4,592 km Vueltas: 25 Distancia de carrera: 114,8 km Ganador 2021: Fabio Quartararo - Monster Energy Yamaha MotoGP                         | Q1                                                               | Álex Márquez          | 3.er puesto      | Aleix Espargaró              |                                  |
| 5     | 22, 23 y 24 de abril               | Gran Premio de Portugal Autódromo Internacional do Algarve Longitud: 4,592 km Vueltas: 25 Distancia de carrera: 114,8 km Ganador 2021: Fabio Quartararo - Monster Energy Yamaha MotoGP                         | Q1                                                               | Luca Marini           | Vuelta rápida    | Fabio Quartararo (1:39.435)  |                                  |
| 5     | 22, 23 y 24 de abril               | Gran Premio de Portugal Autódromo Internacional do Algarve Longitud: 4,592 km Vueltas: 25 Distancia de carrera: 114,8 km Ganador 2021: Fabio Quartararo - Monster Energy Yamaha MotoGP                         | Resultados completos: Entrenamientos \| Clasificación \| Carrera |                       |                  |                              |                                  |
| 6     | 29 y 30 de abril, 1 de mayo        | Gran Premio de España Circuito de Jerez-Ángel Nieto Longitud: 4,423 km Vueltas: 25 Distancia de carrera: 110,575 km Ganador 2021: Jack Miller - Ducati Lenovo Team                                             |                                                                  | FP1                   | Joan Mir         | Pole Position                | Francesco Bagnaia (1:36.170)     |
| 6     | 29 y 30 de abril, 1 de mayo        | Gran Premio de España Circuito de Jerez-Ángel Nieto Longitud: 4,423 km Vueltas: 25 Distancia de carrera: 110,575 km Ganador 2021: Jack Miller - Ducati Lenovo Team                                             | FP2                                                              | Fabio Quartararo      | Warm Up          | Takaaki Nakagami             |                                  |
| 6     | 29 y 30 de abril, 1 de mayo        | Gran Premio de España Circuito de Jerez-Ángel Nieto Longitud: 4,423 km Vueltas: 25 Distancia de carrera: 110,575 km Ganador 2021: Jack Miller - Ducati Lenovo Team                                             | FP3                                                              | Francesco Bagnaia     | Ganador          | Francesco Bagnaia            |                                  |
| 6     | 29 y 30 de abril, 1 de mayo        | Gran Premio de España Circuito de Jerez-Ángel Nieto Longitud: 4,423 km Vueltas: 25 Distancia de carrera: 110,575 km Ganador 2021: Jack Miller - Ducati Lenovo Team                                             | FP4                                                              | Francesco Bagnaia     | 2.o puesto       | Fabio Quartararo             |                                  |
| 6     | 29 y 30 de abril, 1 de mayo        | Gran Premio de España Circuito de Jerez-Ángel Nieto Longitud: 4,423 km Vueltas: 25 Distancia de carrera: 110,575 km Ganador 2021: Jack Miller - Ducati Lenovo Team                                             | Q1                                                               | Johann Zarco          | 3.er puesto      | Aleix Espargaro              |                                  |
| 6     | 29 y 30 de abril, 1 de mayo        | Gran Premio de España Circuito de Jerez-Ángel Nieto Longitud: 4,423 km Vueltas: 25 Distancia de carrera: 110,575 km Ganador 2021: Jack Miller - Ducati Lenovo Team                                             | Q1                                                               | Marco Bezzecchi       | Vuelta rápida    | Francesco Bagnaia (1:37.669) |                                  |
| 6     | 29 y 30 de abril, 1 de mayo        | Gran Premio de España Circuito de Jerez-Ángel Nieto Longitud: 4,423 km Vueltas: 25 Distancia de carrera: 110,575 km Ganador 2021: Jack Miller - Ducati Lenovo Team                                             | Resultados completos: Entrenamientos \| Clasificación \| Carrera |                       |                  |                              |                                  |
| 7     | 13, 14 y 15 de mayo                | Gran Premio de Francia Circuito de Bugatti Longitud: 4,185 km Vueltas: 27 Distancia de carrera: 112,995 km Ganador 2021: Jack Miller - Ducati Lenovo Team                                                      |                                                                  | FP1                   | Pol Espargaró    | Pole Position                | Francesco Bagnaia (1:30.450)     |
| 7     | 13, 14 y 15 de mayo                | Gran Premio de Francia Circuito de Bugatti Longitud: 4,185 km Vueltas: 27 Distancia de carrera: 112,995 km Ganador 2021: Jack Miller - Ducati Lenovo Team                                                      | FP2                                                              | Enea Bastianini       | Warm Up          | Aleix Espargaró              |                                  |
| 7     | 13, 14 y 15 de mayo                | Gran Premio de Francia Circuito de Bugatti Longitud: 4,185 km Vueltas: 27 Distancia de carrera: 112,995 km Ganador 2021: Jack Miller - Ducati Lenovo Team                                                      | FP3                                                              | Johann Zarco          | Ganador          | Enea Bastianini              |                                  |
| 7     | 13, 14 y 15 de mayo                | Gran Premio de Francia Circuito de Bugatti Longitud: 4,185 km Vueltas: 27 Distancia de carrera: 112,995 km Ganador 2021: Jack Miller - Ducati Lenovo Team                                                      | FP4                                                              | Fabio Quartararo      | 2.o puesto       | Jack Miller                  |                                  |
| 7     | 13, 14 y 15 de mayo                | Gran Premio de Francia Circuito de Bugatti Longitud: 4,185 km Vueltas: 27 Distancia de carrera: 112,995 km Ganador 2021: Jack Miller - Ducati Lenovo Team                                                      | Q1                                                               | Jorge Martín          | 3.er puesto      | Aleix Espargaró              |                                  |
| 7     | 13, 14 y 15 de mayo                | Gran Premio de Francia Circuito de Bugatti Longitud: 4,185 km Vueltas: 27 Distancia de carrera: 112,995 km Ganador 2021: Jack Miller - Ducati Lenovo Team                                                      | Q1                                                               | Joan Mir              | Vuelta rápida    | Francesco Bagnaia (1:31.778) |                                  |
| 7     | 13, 14 y 15 de mayo                | Gran Premio de Francia Circuito de Bugatti Longitud: 4,185 km Vueltas: 27 Distancia de carrera: 112,995 km Ganador 2021: Jack Miller - Ducati Lenovo Team                                                      | Resultados completos: Entrenamientos \| Clasificación \| Carrera |                       |                  |                              |                                  |
| 8     | 27, 28 y 29 de mayo                | Gran Premio de Italia Autódromo Internacional del Mugello Longitud: 5,245 km Vueltas: 23 Distancia de carrera: 120,635 km Ganador 2021: Fabio Quartararo - Monster Energy Yamaha MotoGP                        |                                                                  | FP1                   | Takaaki Nakagami | Pole Position                | Fabio Di Giannantonio (1:46.156) |
| 8     | 27, 28 y 29 de mayo                | Gran Premio de Italia Autódromo Internacional del Mugello Longitud: 5,245 km Vueltas: 23 Distancia de carrera: 120,635 km Ganador 2021: Fabio Quartararo - Monster Energy Yamaha MotoGP                        | FP2                                                              | Aleix Espargaró       | Warm Up          | Aleix Espargaró              |                                  |
| 8     | 27, 28 y 29 de mayo                | Gran Premio de Italia Autódromo Internacional del Mugello Longitud: 5,245 km Vueltas: 23 Distancia de carrera: 120,635 km Ganador 2021: Fabio Quartararo - Monster Energy Yamaha MotoGP                        | FP3                                                              | Francesco Bagnaia     | Ganador          | Francesco Bagnaia            |                                  |
| 8     | 27, 28 y 29 de mayo                | Gran Premio de Italia Autódromo Internacional del Mugello Longitud: 5,245 km Vueltas: 23 Distancia de carrera: 120,635 km Ganador 2021: Fabio Quartararo - Monster Energy Yamaha MotoGP                        | FP4                                                              | Francesco Bagnaia     | 2.o puesto       | Fabio Quartararo             |                                  |
| 8     | 27, 28 y 29 de mayo                | Gran Premio de Italia Autódromo Internacional del Mugello Longitud: 5,245 km Vueltas: 23 Distancia de carrera: 120,635 km Ganador 2021: Fabio Quartararo - Monster Energy Yamaha MotoGP                        | Q1                                                               | Fabio Di Giannantonio | 3.er puesto      | Aleix Espargaró              |                                  |
| 8     | 27, 28 y 29 de mayo                | Gran Premio de Italia Autódromo Internacional del Mugello Longitud: 5,245 km Vueltas: 23 Distancia de carrera: 120,635 km Ganador 2021: Fabio Quartararo - Monster Energy Yamaha MotoGP                        | Q1                                                               | Marc Marquez          | Vuelta rápida    | Francesco Bagnaia (1:46.588) |                                  |
| 8     | 27, 28 y 29 de mayo                | Gran Premio de Italia Autódromo Internacional del Mugello Longitud: 5,245 km Vueltas: 23 Distancia de carrera: 120,635 km Ganador 2021: Fabio Quartararo - Monster Energy Yamaha MotoGP                        | Resultados completos: Entrenamientos \| Clasificación \| Carrera |                       |                  |                              |                                  |
| 9     | 3, 4 y 5 de junio                  | Gran Premio de Cataluña Circuito de Barcelona-Cataluña Longitud: 4,657 km Vueltas: 24 Distancia de carrera: 111,768 km Ganador 2021: Miguel Oliveira - Red Bull KTM Factory Racing                             |                                                                  | FP1                   | Álex Rins        | Pole Position                | Aleix Espargaró (1:38.742)       |
| 9     | 3, 4 y 5 de junio                  | Gran Premio de Cataluña Circuito de Barcelona-Cataluña Longitud: 4,657 km Vueltas: 24 Distancia de carrera: 111,768 km Ganador 2021: Miguel Oliveira - Red Bull KTM Factory Racing                             | FP2                                                              | Aleix Espargaró       | Warm Up          | Maverick Viñales             |                                  |
| 9     | 3, 4 y 5 de junio                  | Gran Premio de Cataluña Circuito de Barcelona-Cataluña Longitud: 4,657 km Vueltas: 24 Distancia de carrera: 111,768 km Ganador 2021: Miguel Oliveira - Red Bull KTM Factory Racing                             | FP3                                                              | Aleix Espargaró       | Ganador          | Fabio Quartararo             |                                  |
| 9     | 3, 4 y 5 de junio                  | Gran Premio de Cataluña Circuito de Barcelona-Cataluña Longitud: 4,657 km Vueltas: 24 Distancia de carrera: 111,768 km Ganador 2021: Miguel Oliveira - Red Bull KTM Factory Racing                             | FP4                                                              | Aleix Espargaró       | 2.o puesto       | Jorge Martín                 |                                  |
| 9     | 3, 4 y 5 de junio                  | Gran Premio de Cataluña Circuito de Barcelona-Cataluña Longitud: 4,657 km Vueltas: 24 Distancia de carrera: 111,768 km Ganador 2021: Miguel Oliveira - Red Bull KTM Factory Racing                             | Q1                                                               | Maverick Viñales      | 3.er puesto      | Johann Zarco                 |                                  |
| 9     | 3, 4 y 5 de junio                  | Gran Premio de Cataluña Circuito de Barcelona-Cataluña Longitud: 4,657 km Vueltas: 24 Distancia de carrera: 111,768 km Ganador 2021: Miguel Oliveira - Red Bull KTM Factory Racing                             | Q1                                                               | Takaaki Nakagami      | Vuelta rápida    | Fabio Quartararo (1:40.186)  |                                  |
| 9     | 3, 4 y 5 de junio                  | Gran Premio de Cataluña Circuito de Barcelona-Cataluña Longitud: 4,657 km Vueltas: 24 Distancia de carrera: 111,768 km Ganador 2021: Miguel Oliveira - Red Bull KTM Factory Racing                             | Resultados completos: Entrenamientos \| Clasificación \| Carrera |                       |                  |                              |                                  |
| 10    | 17, 18 y 19 de junio               | Gran Premio de Alemania Sachsenring Longitud: 3,671 km Vueltas: 30 Distancia de carrera: 110,13 km Ganador 2021: Marc Márquez - Repsol Honda Team                                                              |                                                                  | FP1                   | Jack Miller      | Pole Position                | Francesco Bagnaia (1:19.931)     |
| 10    | 17, 18 y 19 de junio               | Gran Premio de Alemania Sachsenring Longitud: 3,671 km Vueltas: 30 Distancia de carrera: 110,13 km Ganador 2021: Marc Márquez - Repsol Honda Team                                                              | FP2                                                              | Francesco Bagnaia     | Warm Up          | Jorge Martín                 |                                  |
| 10    | 17, 18 y 19 de junio               | Gran Premio de Alemania Sachsenring Longitud: 3,671 km Vueltas: 30 Distancia de carrera: 110,13 km Ganador 2021: Marc Márquez - Repsol Honda Team                                                              | FP3                                                              | Francesco Bagnaia     | Ganador          | Fabio Quartararo             |                                  |
| 10    | 17, 18 y 19 de junio               | Gran Premio de Alemania Sachsenring Longitud: 3,671 km Vueltas: 30 Distancia de carrera: 110,13 km Ganador 2021: Marc Márquez - Repsol Honda Team                                                              | FP4                                                              | Fabio Quartararo      | 2.o puesto       | Johann Zarco                 |                                  |
| 10    | 17, 18 y 19 de junio               | Gran Premio de Alemania Sachsenring Longitud: 3,671 km Vueltas: 30 Distancia de carrera: 110,13 km Ganador 2021: Marc Márquez - Repsol Honda Team                                                              | Q1                                                               | Fabio Di Giannantonio | 3.er puesto      | Jack Miller                  |                                  |
| 10    | 17, 18 y 19 de junio               | Gran Premio de Alemania Sachsenring Longitud: 3,671 km Vueltas: 30 Distancia de carrera: 110,13 km Ganador 2021: Marc Márquez - Repsol Honda Team                                                              | Q1                                                               | Marco Bezzecchi       | Vuelta rápida    | Fabio Quartararo (1:21.584)  |                                  |
| 10    | 17, 18 y 19 de junio               | Gran Premio de Alemania Sachsenring Longitud: 3,671 km Vueltas: 30 Distancia de carrera: 110,13 km Ganador 2021: Marc Márquez - Repsol Honda Team                                                              | Resultados completos: Entrenamientos \| Clasificación \| Carrera |                       |                  |                              |                                  |
| 11    | 24, 25 y 26 de junio               | TT Assen Circuito de Assen Longitud: 4,542 km Vueltas: 26 Distancia de carrera: 118,092 km Ganador 2021: Fabio Quartararo - Monster Energy Yamaha MotoGP                                                       |                                                                  | FP1                   | Jack Miller      | Pole Position                | Francesco Bagnaia (1:31.504)     |
| 11    | 24, 25 y 26 de junio               | TT Assen Circuito de Assen Longitud: 4,542 km Vueltas: 26 Distancia de carrera: 118,092 km Ganador 2021: Fabio Quartararo - Monster Energy Yamaha MotoGP                                                       | FP2                                                              | Francesco Bagnaia     | Warm Up          | Aleix Espargaró              |                                  |
| 11    | 24, 25 y 26 de junio               | TT Assen Circuito de Assen Longitud: 4,542 km Vueltas: 26 Distancia de carrera: 118,092 km Ganador 2021: Fabio Quartararo - Monster Energy Yamaha MotoGP                                                       | FP3                                                              | Aleix Espargaró       | Ganador          | Francesco Bagnaia            |                                  |
| 11    | 24, 25 y 26 de junio               | TT Assen Circuito de Assen Longitud: 4,542 km Vueltas: 26 Distancia de carrera: 118,092 km Ganador 2021: Fabio Quartararo - Monster Energy Yamaha MotoGP                                                       | FP4                                                              | Fabio Quartararo      | 2.o puesto       | Marco Bezzecchi              |                                  |
| 11    | 24, 25 y 26 de junio               | TT Assen Circuito de Assen Longitud: 4,542 km Vueltas: 26 Distancia de carrera: 118,092 km Ganador 2021: Fabio Quartararo - Monster Energy Yamaha MotoGP                                                       | Q1                                                               | Brad Binder           | 3.er puesto      | Maverick Viñales             |                                  |
| 11    | 24, 25 y 26 de junio               | TT Assen Circuito de Assen Longitud: 4,542 km Vueltas: 26 Distancia de carrera: 118,092 km Ganador 2021: Fabio Quartararo - Monster Energy Yamaha MotoGP                                                       | Q1                                                               | Miguel Oliveira       | Vuelta rápida    | Aleix Espargaró (1:32.500)   |                                  |
| 11    | 24, 25 y 26 de junio               | TT Assen Circuito de Assen Longitud: 4,542 km Vueltas: 26 Distancia de carrera: 118,092 km Ganador 2021: Fabio Quartararo - Monster Energy Yamaha MotoGP                                                       | Resultados completos: Entrenamientos \| Clasificación \| Carrera |                       |                  |                              |                                  |
| 12    | 5, 6 y 7 de agosto                 | Gran Premio de Gran Bretaña Silverstone Longitud: 5,900 km Vueltas: 20 Distancia de carrera: 118 km Ganador 2021: Fabio Quartararo - Monster Energy Yamaha MotoGP                                              |                                                                  | FP1                   | Johann Zarco     | Pole Position                | Johann Zarco (1:57.767)          |
| 12    | 5, 6 y 7 de agosto                 | Gran Premio de Gran Bretaña Silverstone Longitud: 5,900 km Vueltas: 20 Distancia de carrera: 118 km Ganador 2021: Fabio Quartararo - Monster Energy Yamaha MotoGP                                              | FP2                                                              | Fabio Quartararo      | Warm Up          | Maverick Viñales             |                                  |
| 12    | 5, 6 y 7 de agosto                 | Gran Premio de Gran Bretaña Silverstone Longitud: 5,900 km Vueltas: 20 Distancia de carrera: 118 km Ganador 2021: Fabio Quartararo - Monster Energy Yamaha MotoGP                                              | FP3                                                              | Aleix Espargaró       | Ganador          | Francesco Bagnaia            |                                  |
| 12    | 5, 6 y 7 de agosto                 | Gran Premio de Gran Bretaña Silverstone Longitud: 5,900 km Vueltas: 20 Distancia de carrera: 118 km Ganador 2021: Fabio Quartararo - Monster Energy Yamaha MotoGP                                              | FP4                                                              | Johann Zarco          | 2.o puesto       | Maverick Viñales             |                                  |
| 12    | 5, 6 y 7 de agosto                 | Gran Premio de Gran Bretaña Silverstone Longitud: 5,900 km Vueltas: 20 Distancia de carrera: 118 km Ganador 2021: Fabio Quartararo - Monster Energy Yamaha MotoGP                                              | Q1                                                               | Enea Bastianini       | 3.er puesto      | Jack Miller                  |                                  |
| 12    | 5, 6 y 7 de agosto                 | Gran Premio de Gran Bretaña Silverstone Longitud: 5,900 km Vueltas: 20 Distancia de carrera: 118 km Ganador 2021: Fabio Quartararo - Monster Energy Yamaha MotoGP                                              | Q1                                                               | Marco Bezzecchi       | Vuelta rápida    | Álex Rins (1:59.346)         |                                  |
| 12    | 5, 6 y 7 de agosto                 | Gran Premio de Gran Bretaña Silverstone Longitud: 5,900 km Vueltas: 20 Distancia de carrera: 118 km Ganador 2021: Fabio Quartararo - Monster Energy Yamaha MotoGP                                              | Resultados completos: Entrenamientos \| Clasificación \| Carrera |                       |                  |                              |                                  |
| 13    | 19, 20 y 21 de agosto              | Gran Premio de Austria Red Bull Ring Longitud: 4,318 km Vueltas: 28 Distancia de carrera: 120,904 km Ganador 2021: Brad Binder - Red Bull KTM Factory Racing                                                   |                                                                  | FP1                   | Jack Miller      | Pole Position                | Enea Bastianini (1:28.772)       |
| 13    | 19, 20 y 21 de agosto              | Gran Premio de Austria Red Bull Ring Longitud: 4,318 km Vueltas: 28 Distancia de carrera: 120,904 km Ganador 2021: Brad Binder - Red Bull KTM Factory Racing                                                   | FP2                                                              | Johann Zarco          | Warm Up          | Fabio Quartararo             |                                  |
| 13    | 19, 20 y 21 de agosto              | Gran Premio de Austria Red Bull Ring Longitud: 4,318 km Vueltas: 28 Distancia de carrera: 120,904 km Ganador 2021: Brad Binder - Red Bull KTM Factory Racing                                                   | FP3                                                              | Johann Zarco          | Ganador          | Francesco Bagnaia            |                                  |
| 13    | 19, 20 y 21 de agosto              | Gran Premio de Austria Red Bull Ring Longitud: 4,318 km Vueltas: 28 Distancia de carrera: 120,904 km Ganador 2021: Brad Binder - Red Bull KTM Factory Racing                                                   | FP4                                                              | Enea Bastianini       | 2.o puesto       | Fabio Quartararo             |                                  |
| 13    | 19, 20 y 21 de agosto              | Gran Premio de Austria Red Bull Ring Longitud: 4,318 km Vueltas: 28 Distancia de carrera: 120,904 km Ganador 2021: Brad Binder - Red Bull KTM Factory Racing                                                   | Q1                                                               | Aleix Espargaró       | 3.er puesto      | Jack Miller                  |                                  |
| 13    | 19, 20 y 21 de agosto              | Gran Premio de Austria Red Bull Ring Longitud: 4,318 km Vueltas: 28 Distancia de carrera: 120,904 km Ganador 2021: Brad Binder - Red Bull KTM Factory Racing                                                   | Q1                                                               | Fabio Di Giannantonio | Vuelta rápida    | Jorge Martín (1:29.584)      |                                  |
| 13    | 19, 20 y 21 de agosto              | Gran Premio de Austria Red Bull Ring Longitud: 4,318 km Vueltas: 28 Distancia de carrera: 120,904 km Ganador 2021: Brad Binder - Red Bull KTM Factory Racing                                                   | Resultados completos: Entrenamientos \| Clasificación \| Carrera |                       |                  |                              |                                  |
| 14    | 2, 3 y 4 de septiembre             | Gran Premio de San Marino y de la Riviera de Rimini Misano World Circuit Marco Simoncelli Longitud: 4,226 km Vueltas: 27 Distancia de carrera: 114,102 km Ganador 2021: Francesco Bagnaia - Ducati Lenovo Team |                                                                  | FP1                   | Fabio Quartararo | Pole Position                | Jack Miller (1:31.899)           |
| 14    | 2, 3 y 4 de septiembre             | Gran Premio de San Marino y de la Riviera de Rimini Misano World Circuit Marco Simoncelli Longitud: 4,226 km Vueltas: 27 Distancia de carrera: 114,102 km Ganador 2021: Francesco Bagnaia - Ducati Lenovo Team | FP2                                                              | Enea Bastianini       | Warm Up          | Enea Bastianini              |                                  |
| 14    | 2, 3 y 4 de septiembre             | Gran Premio de San Marino y de la Riviera de Rimini Misano World Circuit Marco Simoncelli Longitud: 4,226 km Vueltas: 27 Distancia de carrera: 114,102 km Ganador 2021: Francesco Bagnaia - Ducati Lenovo Team | FP3                                                              | Jack Miller           | Ganador          | Francesco Bagnaia            |                                  |
| 14    | 2, 3 y 4 de septiembre             | Gran Premio de San Marino y de la Riviera de Rimini Misano World Circuit Marco Simoncelli Longitud: 4,226 km Vueltas: 27 Distancia de carrera: 114,102 km Ganador 2021: Francesco Bagnaia - Ducati Lenovo Team | FP4                                                              | Enea Bastianini       | 2.o puesto       | Enea Bastianini              |                                  |
| 14    | 2, 3 y 4 de septiembre             | Gran Premio de San Marino y de la Riviera de Rimini Misano World Circuit Marco Simoncelli Longitud: 4,226 km Vueltas: 27 Distancia de carrera: 114,102 km Ganador 2021: Francesco Bagnaia - Ducati Lenovo Team | Q1                                                               | Marco Bezzecchi       | 3.er puesto      | Maverick Viñales             |                                  |
| 14    | 2, 3 y 4 de septiembre             | Gran Premio de San Marino y de la Riviera de Rimini Misano World Circuit Marco Simoncelli Longitud: 4,226 km Vueltas: 27 Distancia de carrera: 114,102 km Ganador 2021: Francesco Bagnaia - Ducati Lenovo Team | Q1                                                               | Luca Marini           | Vuelta rápida    | Enea Bastianini (1:31.868)   |                                  |
| 14    | 2, 3 y 4 de septiembre             | Gran Premio de San Marino y de la Riviera de Rimini Misano World Circuit Marco Simoncelli Longitud: 4,226 km Vueltas: 27 Distancia de carrera: 114,102 km Ganador 2021: Francesco Bagnaia - Ducati Lenovo Team | Resultados completos: Entrenamientos \| Clasificación \| Carrera |                       |                  |                              |                                  |
| 15    | 16, 17 y 18 de septiembre          | Gran Premio de Aragón MotorLand Aragón Longitud: 5,077 km Vueltas: 23 Distancia de carrera: 116,771 km Ganador 2021: Francesco Bagnaia - Ducati Lenovo Team                                                    |                                                                  | FP1                   | Aleix Espargaró  | Pole Position                | Francesco Bagnaia (1:46.069)     |
| 15    | 16, 17 y 18 de septiembre          | Gran Premio de Aragón MotorLand Aragón Longitud: 5,077 km Vueltas: 23 Distancia de carrera: 116,771 km Ganador 2021: Francesco Bagnaia - Ducati Lenovo Team                                                    | FP2                                                              | Jorge Martín          | Warm Up          | Takaaki Nakagami             |                                  |
| 15    | 16, 17 y 18 de septiembre          | Gran Premio de Aragón MotorLand Aragón Longitud: 5,077 km Vueltas: 23 Distancia de carrera: 116,771 km Ganador 2021: Francesco Bagnaia - Ducati Lenovo Team                                                    | FP3                                                              | Jack Miller           | Ganador          | Enea Bastianini              |                                  |
| 15    | 16, 17 y 18 de septiembre          | Gran Premio de Aragón MotorLand Aragón Longitud: 5,077 km Vueltas: 23 Distancia de carrera: 116,771 km Ganador 2021: Francesco Bagnaia - Ducati Lenovo Team                                                    | FP4                                                              | Miguel Oliveira       | 2.o puesto       | Francesco Bagnaia            |                                  |
| 15    | 16, 17 y 18 de septiembre          | Gran Premio de Aragón MotorLand Aragón Longitud: 5,077 km Vueltas: 23 Distancia de carrera: 116,771 km Ganador 2021: Francesco Bagnaia - Ducati Lenovo Team                                                    | Q1                                                               | Aleix Espargaró       | 3.er puesto      | Aleix Espargaró              |                                  |
| 15    | 16, 17 y 18 de septiembre          | Gran Premio de Aragón MotorLand Aragón Longitud: 5,077 km Vueltas: 23 Distancia de carrera: 116,771 km Ganador 2021: Francesco Bagnaia - Ducati Lenovo Team                                                    | Q1                                                               | Johann Zarco          | Vuelta rápida    | Luca Marini (1:47.795)       |                                  |
| 15    | 16, 17 y 18 de septiembre          | Gran Premio de Aragón MotorLand Aragón Longitud: 5,077 km Vueltas: 23 Distancia de carrera: 116,771 km Ganador 2021: Francesco Bagnaia - Ducati Lenovo Team                                                    | Resultados completos: Entrenamientos \| Clasificación \| Carrera |                       |                  |                              |                                  |
| 16    | 23, 24 y 25 de septiembre          | Gran Premio de Japón Twin Ring Motegi Longitud: 4,801 km Vueltas: 24 Distancia de carrera: 115,224 km Ganador 2019: Marc Márquez - Repsol Honda Team                                                           |                                                                  | FP1                   | Jack Miller      | Pole Position                | Marc Márquez (1:55.214)          |
| 16    | 23, 24 y 25 de septiembre          | Gran Premio de Japón Twin Ring Motegi Longitud: 4,801 km Vueltas: 24 Distancia de carrera: 115,224 km Ganador 2019: Marc Márquez - Repsol Honda Team                                                           | FP2                                                              | Marc Márquez          | Warm Up          | Jorge Martín                 |                                  |
| 16    | 23, 24 y 25 de septiembre          | Gran Premio de Japón Twin Ring Motegi Longitud: 4,801 km Vueltas: 24 Distancia de carrera: 115,224 km Ganador 2019: Marc Márquez - Repsol Honda Team                                                           | FP3                                                              | Sesión cancelada      | Ganador          | Jack Miller                  |                                  |
| 16    | 23, 24 y 25 de septiembre          | Gran Premio de Japón Twin Ring Motegi Longitud: 4,801 km Vueltas: 24 Distancia de carrera: 115,224 km Ganador 2019: Marc Márquez - Repsol Honda Team                                                           | FP4                                                              | Sesión cancelada      | 2.o puesto       | Brad Binder                  |                                  |
| 16    | 23, 24 y 25 de septiembre          | Gran Premio de Japón Twin Ring Motegi Longitud: 4,801 km Vueltas: 24 Distancia de carrera: 115,224 km Ganador 2019: Marc Márquez - Repsol Honda Team                                                           | Q1                                                               | Johann Zarco          | 3.er puesto      | Jorge Martín                 |                                  |
| 16    | 23, 24 y 25 de septiembre          | Gran Premio de Japón Twin Ring Motegi Longitud: 4,801 km Vueltas: 24 Distancia de carrera: 115,224 km Ganador 2019: Marc Márquez - Repsol Honda Team                                                           | Q1                                                               | Jorge Martín          | Vuelta rápida    | Jack Miller (1:45.198)       |                                  |
| 16    | 23, 24 y 25 de septiembre          | Gran Premio de Japón Twin Ring Motegi Longitud: 4,801 km Vueltas: 24 Distancia de carrera: 115,224 km Ganador 2019: Marc Márquez - Repsol Honda Team                                                           | Resultados completos: Entrenamientos \| Clasificación \| Carrera |                       |                  |                              |                                  |
| 17    | 30 de septiembre, 1 y 2 de octubre | Gran Premio de Tailandia Circuito Internacional de Chang Longitud: 4,554 km Vueltas: 26 Distancia de carrera: 118,404 km Ganador 2019: Marc Márquez - Repsol Honda Team                                        |                                                                  | FP1                   | Marc Márquez     | Pole Position                | Marco Bezzecchi (1:29.670)       |
| 17    | 30 de septiembre, 1 y 2 de octubre | Gran Premio de Tailandia Circuito Internacional de Chang Longitud: 4,554 km Vueltas: 26 Distancia de carrera: 118,404 km Ganador 2019: Marc Márquez - Repsol Honda Team                                        | FP2                                                              | Johann Zarco          | Warm Up          | Francesco Bagnaia            |                                  |
| 17    | 30 de septiembre, 1 y 2 de octubre | Gran Premio de Tailandia Circuito Internacional de Chang Longitud: 4,554 km Vueltas: 26 Distancia de carrera: 118,404 km Ganador 2019: Marc Márquez - Repsol Honda Team                                        | FP3                                                              | Jorge Martín          | Ganador          | Miguel Oliveira              |                                  |
| 17    | 30 de septiembre, 1 y 2 de octubre | Gran Premio de Tailandia Circuito Internacional de Chang Longitud: 4,554 km Vueltas: 26 Distancia de carrera: 118,404 km Ganador 2019: Marc Márquez - Repsol Honda Team                                        | FP4                                                              | Johann Zarco          | 2.o puesto       | Jack Miller                  |                                  |
| 17    | 30 de septiembre, 1 y 2 de octubre | Gran Premio de Tailandia Circuito Internacional de Chang Longitud: 4,554 km Vueltas: 26 Distancia de carrera: 118,404 km Ganador 2019: Marc Márquez - Repsol Honda Team                                        | Q1                                                               | Marc Márquez          | 3.er puesto      | Francesco Bagnaia            |                                  |
| 17    | 30 de septiembre, 1 y 2 de octubre | Gran Premio de Tailandia Circuito Internacional de Chang Longitud: 4,554 km Vueltas: 26 Distancia de carrera: 118,404 km Ganador 2019: Marc Márquez - Repsol Honda Team                                        | Q1                                                               | Miguel Oliveira       | Vuelta rápida    | Johann Zarco (1:38.941)      |                                  |
| 17    | 30 de septiembre, 1 y 2 de octubre | Gran Premio de Tailandia Circuito Internacional de Chang Longitud: 4,554 km Vueltas: 26 Distancia de carrera: 118,404 km Ganador 2019: Marc Márquez - Repsol Honda Team                                        | Resultados completos: Entrenamientos \| Clasificación \| Carrera |                       |                  |                              |                                  |
| 18    | 14, 15 y 16 de octubre             | Gran Premio de Australia Phillip Island Longitud: 4,448 km Vueltas: 27 Distancia de carrera: 120,096 km Ganador 2019: Marc Márquez - Repsol Honda Team                                                         |                                                                  | FP1                   | Johann Zarco     | Pole Position                | Jorge Martín (1:27.767)          |
| 18    | 14, 15 y 16 de octubre             | Gran Premio de Australia Phillip Island Longitud: 4,448 km Vueltas: 27 Distancia de carrera: 120,096 km Ganador 2019: Marc Márquez - Repsol Honda Team                                                         | FP2                                                              | Johann Zarco          | Warm Up          | Johann Zarco                 |                                  |
| 18    | 14, 15 y 16 de octubre             | Gran Premio de Australia Phillip Island Longitud: 4,448 km Vueltas: 27 Distancia de carrera: 120,096 km Ganador 2019: Marc Márquez - Repsol Honda Team                                                         | FP3                                                              | Marc Márquez          | Ganador          | Álex Rins                    |                                  |
| 18    | 14, 15 y 16 de octubre             | Gran Premio de Australia Phillip Island Longitud: 4,448 km Vueltas: 27 Distancia de carrera: 120,096 km Ganador 2019: Marc Márquez - Repsol Honda Team                                                         | FP4                                                              | Maverick Viñales      | 2.o puesto       | Marc Márquez                 |                                  |
| 18    | 14, 15 y 16 de octubre             | Gran Premio de Australia Phillip Island Longitud: 4,448 km Vueltas: 27 Distancia de carrera: 120,096 km Ganador 2019: Marc Márquez - Repsol Honda Team                                                         | Q1                                                               | Johann Zarco          | 3.er puesto      | Francesco Bagnaia            |                                  |
| 18    | 14, 15 y 16 de octubre             | Gran Premio de Australia Phillip Island Longitud: 4,448 km Vueltas: 27 Distancia de carrera: 120,096 km Ganador 2019: Marc Márquez - Repsol Honda Team                                                         | Q1                                                               | Álex Rins             | Vuelta rápida    | Johann Zarco (1:29.622)      |                                  |
| 18    | 14, 15 y 16 de octubre             | Gran Premio de Australia Phillip Island Longitud: 4,448 km Vueltas: 27 Distancia de carrera: 120,096 km Ganador 2019: Marc Márquez - Repsol Honda Team                                                         | Resultados completos: Entrenamientos \| Clasificación \| Carrera |                       |                  |                              |                                  |
| 19    | 21, 22 y 23 de octubre             | Gran Premio de Malasia Circuito Internacional de Sepang Longitud: 5,543 km Vueltas: 20 Distancia de carrera: 110,86 km Ganador 2019: Maverick Viñales - Monster Energy Yamaha MotoGP                           |                                                                  | FP1                   | Brad Binder      | Pole Position                | Jorge Martín (1:57.790)          |
| 19    | 21, 22 y 23 de octubre             | Gran Premio de Malasia Circuito Internacional de Sepang Longitud: 5,543 km Vueltas: 20 Distancia de carrera: 110,86 km Ganador 2019: Maverick Viñales - Monster Energy Yamaha MotoGP                           | FP2                                                              | Cal Crutchlow         | Warm Up          | Johann Zarco                 |                                  |
| 19    | 21, 22 y 23 de octubre             | Gran Premio de Malasia Circuito Internacional de Sepang Longitud: 5,543 km Vueltas: 20 Distancia de carrera: 110,86 km Ganador 2019: Maverick Viñales - Monster Energy Yamaha MotoGP                           | FP3                                                              | Jorge Martín          | Ganador          | Francesco Bagnaia            |                                  |
| 19    | 21, 22 y 23 de octubre             | Gran Premio de Malasia Circuito Internacional de Sepang Longitud: 5,543 km Vueltas: 20 Distancia de carrera: 110,86 km Ganador 2019: Maverick Viñales - Monster Energy Yamaha MotoGP                           | FP4                                                              | Marco Bezzecchi       | 2.o puesto       | Enea Bastianini              |                                  |
| 19    | 21, 22 y 23 de octubre             | Gran Premio de Malasia Circuito Internacional de Sepang Longitud: 5,543 km Vueltas: 20 Distancia de carrera: 110,86 km Ganador 2019: Maverick Viñales - Monster Energy Yamaha MotoGP                           | Q1                                                               | Francesco Bagnaia     | 3.er puesto      | Fabio Quartararo             |                                  |
| 19    | 21, 22 y 23 de octubre             | Gran Premio de Malasia Circuito Internacional de Sepang Longitud: 5,543 km Vueltas: 20 Distancia de carrera: 110,86 km Ganador 2019: Maverick Viñales - Monster Energy Yamaha MotoGP                           | Q1                                                               | Marc Márquez          | Vuelta rápida    | Jorge Martín (1:59.634)      |                                  |
| 19    | 21, 22 y 23 de octubre             | Gran Premio de Malasia Circuito Internacional de Sepang Longitud: 5,543 km Vueltas: 20 Distancia de carrera: 110,86 km Ganador 2019: Maverick Viñales - Monster Energy Yamaha MotoGP                           | Resultados completos: Entrenamientos \| Clasificación \| Carrera |                       |                  |                              |                                  |
| 20    | 4, 5 y 6 de noviembre              | Gran Premio de la Comunidad Valenciana Circuito Ricardo Tormo Longitud: 4,005 km Vueltas: 27 Distancia de carrera: 108,135 km Ganador 2021: Francesco Bagnaia - Ducati Lenovo Team                             |                                                                  | FP1                   | Fabio Quartararo | Pole Position                | Jorge Martín (1:29.621)          |
| 20    | 4, 5 y 6 de noviembre              | Gran Premio de la Comunidad Valenciana Circuito Ricardo Tormo Longitud: 4,005 km Vueltas: 27 Distancia de carrera: 108,135 km Ganador 2021: Francesco Bagnaia - Ducati Lenovo Team                             | FP2                                                              | Luca Marini           | Warm Up          | Johann Zarco                 |                                  |
| 20    | 4, 5 y 6 de noviembre              | Gran Premio de la Comunidad Valenciana Circuito Ricardo Tormo Longitud: 4,005 km Vueltas: 27 Distancia de carrera: 108,135 km Ganador 2021: Francesco Bagnaia - Ducati Lenovo Team                             | FP3                                                              | Jack Miller           | Ganador          | Álex Rins                    |                                  |
| 20    | 4, 5 y 6 de noviembre              | Gran Premio de la Comunidad Valenciana Circuito Ricardo Tormo Longitud: 4,005 km Vueltas: 27 Distancia de carrera: 108,135 km Ganador 2021: Francesco Bagnaia - Ducati Lenovo Team                             | FP4                                                              | Miguel Oliveira       | 2.o puesto       | Brad Binder                  |                                  |
| 20    | 4, 5 y 6 de noviembre              | Gran Premio de la Comunidad Valenciana Circuito Ricardo Tormo Longitud: 4,005 km Vueltas: 27 Distancia de carrera: 108,135 km Ganador 2021: Francesco Bagnaia - Ducati Lenovo Team                             | Q1                                                               | Maverick Viñales      | 3.er puesto      | Jorge Martín                 |                                  |
| 20    | 4, 5 y 6 de noviembre              | Gran Premio de la Comunidad Valenciana Circuito Ricardo Tormo Longitud: 4,005 km Vueltas: 27 Distancia de carrera: 108,135 km Ganador 2021: Francesco Bagnaia - Ducati Lenovo Team                             | Q1                                                               | Álex Rins             | Vuelta rápida    | Brad Binder (1:31.192)       |                                  |
| 20    | 4, 5 y 6 de noviembre              | Gran Premio de la Comunidad Valenciana Circuito Ricardo Tormo Longitud: 4,005 km Vueltas: 27 Distancia de carrera: 108,135 km Ganador 2021: Francesco Bagnaia - Ducati Lenovo Team                             | Resultados completos: Entrenamientos \| Clasificación \| Carrera |                       |                  |                              |                                  |

## Clasificaciones
Sistema de puntuación
Sistema de puntuación de 1993 hasta 2022:
| Posición | 1.º | 2.º | 3.º | 4.º | 5.º | 6.º | 7.º | 8.º | 9.º | 10.º | 11.º | 12.º | 13.º | 14.º | 15.º |
| Puntos   | 25  | 20  | 16  | 13  | 11  | 10  | 9   | 8   | 7   | 6    | 5    | 4    | 3    | 2    | 1    |

### Campeonato de Pilotos
| Pos. | Piloto                | Moto    | Equipo                       | QAT | INA | ARG | AME | POR | SPA | FRA | ITA | CAT | GER | NED | GBR | AUT | RSM | ARA | JPN | THA | AUS | MAL | VAL | Ptos. |
| ---- | --------------------- | ------- | ---------------------------- | --- | --- | --- | --- | --- | --- | --- | --- | --- | --- | --- | --- | --- | --- | --- | --- | --- | --- | --- | --- | ----- |
| 1    | Francesco Bagnaia     | Ducati  | Ducati Lenovo Team           | Ret | 15  | 5   | 5   | 8   | 1   | Ret | 1   | Ret | Ret | 1   | 1   | 1   | 1   | 2   | Ret | 3   | 3   | 1   | 9   | 265   |
| 2    | Fabio Quartararo      | Yamaha  | Monster Energy Yamaha MotoGP | 9   | 2   | 8   | 7   | 1   | 2   | 4   | 2   | 1   | 1   | Ret | 8   | 2   | 5   | Ret | 8   | 17  | Ret | 3   | 4   | 248   |
| 3    | Enea Bastianini       | Ducati  | Gresini Racing MotoGP        | 1   | 11  | 10  | 1   | Ret | 8   | 1   | Ret | Ret | 10  | 11  | 4   | Ret | 2   | 1   | 9   | 6   | 5   | 2   | 8   | 219   |
| 4    | Aleix Espargaró       | Aprilia | Aprilia Racing               | 4   | 9   | 1   | 11  | 3   | 3   | 3   | 3   | 5   | 4   | 4   | 9   | 6   | 6   | 3   | 16  | 11  | 9   | 10  | Ret | 212   |
| 5    | Jack Miller           | Ducati  | Ducati Lenovo Team           | Ret | 4   | 14  | 3   | Ret | 5   | 2   | 15  | 14  | 3   | 6   | 3   | 3   | 18  | 5   | 1   | 2   | Ret | 6   | Ret | 189   |
| 6    | Brad Binder           | KTM     | Red Bull KTM Factory Racing  | 2   | 8   | 6   | 12  | Ret | 10  | 8   | 7   | 8   | 7   | 5   | 11  | 7   | 8   | 4   | 2   | 10  | 10  | 8   | 2   | 188   |
| 7    | Álex Rins             | Suzuki  | Team Suzuki Ecstar           | 7   | 5   | 3   | 2   | 4   | 19  | Ret | Ret | Ret | DNS | 10  | 7   | 8   | 7   | 9   | Ret | 12  | 1   | 5   | 1   | 173   |
| 8    | Johann Zarco          | Ducati  | Prima Pramac Racing          | 8   | 3   | Ret | 9   | 2   | Ret | 5   | 4   | 3   | 2   | 13  | Ret | 5   | Ret | 8   | 11  | 4   | 8   | 9   | Ret | 166   |
| 9    | Jorge Martín          | Ducati  | Prima Pramac Racing          | Ret | Ret | 2   | 8   | Ret | 22  | Ret | 13  | 2   | 6   | 7   | 5   | 10  | 9   | 6   | 3   | 9   | 7   | Ret | 3   | 152   |
| 10   | Miguel Oliveira       | KTM     | Red Bull KTM Factory Racing  | Ret | 1   | 13  | 18  | 5   | 12  | Ret | 9   | 9   | 9   | 9   | 6   | 12  | 11  | 11  | 5   | 1   | 12  | 13  | 5   | 149   |
| 11   | Maverick Viñales      | Aprilia | Aprilia Racing               | 12  | 16  | 7   | 10  | 10  | 14  | 10  | 12  | 7   | Ret | 3   | 2   | 13  | 3   | 13  | 7   | 7   | 17  | 16  | Ret | 122   |
| 12   | Luca Marini           | Ducati  | Mooney VR46 Racing Team      | 13  | 14  | 11  | 17  | 12  | 16  | 9   | 6   | 6   | 5   | 17  | 12  | 4   | 4   | 7   | 6   | 23  | 6   | Ret | 9   | 120   |
| 13   | Marc Márquez          | Honda   | Repsol Honda Team            | 5   | DNS | INJ | 6   | 6   | 4   | 6   | 10  |     |     |     |     |     |     | Ret | 4   | 5   | 2   | 7   | Ret | 113   |
| 14   | Marco Bezzecchi       | Ducati  | Mooney VR46 Racing Team      | Ret | 20  | 9   | Ret | 15  | 9   | 12  | 5   | Ret | 11  | 2   | 10  | 9   | 17  | 10  | 10  | 16  | 4   | 4   | 11  | 111   |
| 15   | Joan Mir              | Suzuki  | Team Suzuki Ecstar           | 6   | 6   | 4   | 4   | Ret | 6   | Ret | Ret | 4   | Ret | 8   | Ret | Ret |     | DNS |     |     | 18  | 19  | 6   | 87    |
| 16   | Pol Espargaró         | Honda   | Repsol Honda Team            | 3   | 12  | Ret | 13  | 9   | 11  | 11  | Ret | 17  | Ret | DNS | 14  | 16  | Ret | 15  | 12  | 14  | 11  | 14  | Ret | 56    |
| 17   | Álex Márquez          | Honda   | LCR Honda Castrol            | Ret | 13  | 15  | Ret | 7   | 13  | 14  | 14  | 10  | Ret | 15  | 17  | 14  | 10  | 12  | 13  | 8   | Ret | 17  | Ret | 50    |
| 18   | Takaaki Nakagami      | Honda   | LCR Honda Idemitsu           | 10  | 19  | 12  | 14  | 16  | 7   | 7   | 8   | Ret | Ret | 12  | 13  | Ret | 15  | Ret | 20  |     |     |     | 14  | 48    |
| 19   | Franco Morbidelli     | Yamaha  | Monster Energy Yamaha MotoGP | 11  | 7   | Ret | 16  | 13  | 15  | 15  | 17  | 13  | 13  | Ret | 15  | Ret | Ret | 17  | 14  | 13  | Ret | 11  | 10  | 42    |
| 20   | Fabio Di Giannantonio | Ducati  | Gresini Racing MotoGP        | 17  | 18  | Ret | 21  | Ret | 18  | 13  | 11  | Ret | 8   | 14  | 22  | 11  | 20  | 19  | 17  | 18  | 20  | Ret | 15  | 24    |
| 21   | Andrea Dovizioso      | Yamaha  | WithU Yamaha RNF MotoGP Team | 14  | Ret | 20  | 15  | 11  | 17  | 16  | 20  | Ret | 14  | 16  | 16  | 15  | 12  |     |     |     |     |     |     | 15    |
| 22   | Raúl Fernández        | KTM     | Tech3 KTM Factory Racing     | 18  | 17  | 16  | 19  | DNS |     | Ret | 21  | 15  | 12  | Ret | 21  | 18  | 13  | 20  | 18  | 15  | 16  | 15  | 12  | 14    |
| 23   | Remy Gardner          | KTM     | Tech3 KTM Factory Racing     | 15  | 21  | 17  | 20  | 14  | 20  | Ret | 19  | 11  | 15  | 19  | 18  | 20  | 19  | 16  | 19  | Ret | 15  | 18  | 13  | 13    |
| 24   | Darryn Binder         | Yamaha  | WithU Yamaha RNF MotoGP Team | 16  | 10  | 18  | 22  | 17  | Ret | 17  | 16  | 12  | Ret | Ret | 20  | Ret | 16  | 18  | Ret | 21  | 14  | Ret | Ret | 12    |
| 25   | Cal Crutchlow         | Yamaha  | WithU Yamaha RNF MotoGP Team |     |     |     |     |     |     |     |     |     |     |     |     |     |     | 14  | 15  | 19  | 13  | 12  | 16  | 10    |
| 26   | Stefan Bradl          | Honda   | Repsol Honda Team            |     |     | 19  |     |     |     |     |     | Ret | 16  | 18  | 19  | 17  | 14  |     |     |     |     |     |     | 2     |
| 26   | Stefan Bradl          | Honda   | Team HRC                     |     |     |     |     |     | Ret |     |     |     |     |     |     |     |     |     |     |     |     |     |     | 2     |
| 27   | Michele Pirro         | Ducati  | Aruba.it Racing              |     |     |     |     |     |     |     | 18  | 16  |     |     |     |     | Ret |     |     |     |     |     |     | 0     |
| 28   | Lorenzo Savadori      | Aprilia | Aprilia Racing               |     |     |     |     | Ret | 21  |     | 22  |     |     | 20  |     | 19  |     |     |     |     |     |     |     | 0     |
| 29   | Tetsuta Nagashima     | Honda   | Team HRC                     |     |     |     |     |     |     |     |     |     |     |     |     |     |     |     | Ret |     |     |     |     | 0     |
| 29   | Tetsuta Nagashima     | Honda   | LCR Honda Idemitsu           |     |     |     |     |     |     |     |     |     |     |     |     |     |     |     |     | 22  | 19  | Ret |     | 0     |
| 30   | Danilo Petrucci       | Suzuki  | Team Suzuki Ecstar           |     |     |     |     |     |     |     |     |     |     |     |     |     |     |     |     | 20  |     |     |     | 0     |
| 31   | Kazuki Watanabe       | Suzuki  | Team Suzuki Ecstar           |     |     |     |     |     |     |     |     |     |     |     |     |     | 21  |     |     |     |     |     |     | 0     |
|      | Takuya Tsuda          | Suzuki  | Team Suzuki Ecstar           |     |     |     |     |     |     |     |     |     |     |     |     |     |     |     | Ret |     |     |     |     | 0     |
| Pos. | Piloto                | Moto    | Equipo                       | QAT | INA | ARG | AME | POR | SPA | FRA | ITA | CAT | GER | NED | GBR | AUT | RSM | ARA | JPN | THA | AUS | MAL | VAL | Pts.  |

| Color     | Resultado                                                               |
| --------- | ----------------------------------------------------------------------- |
| Oro       | Ganador                                                                 |
| Plata     | 2.ª plaza                                                               |
| Bronce    | 3.ª plaza                                                               |
| Verde     | Finalizó en los puntos                                                  |
| Azul      | Finalizó sin puntos                                                     |
| Azul      | NC - No clasificado                                                     |
| Violeta   | Ret - No terminó (Carrera)                                              |
| Rojo      | DNQ - No se clasificó                                                   |
| Negro     | DSQ - Descalificado                                                     |
| Blanco    | DNS - No empezó (carrera)                                               |
| Blanco    | WD - Retirado (fin de semana)                                           |
| Blanco    | C - Carrera cancelada                                                   |
| Sin color | DNP - Inscrito pero no participó                                        |
| Sin color | INJ - Lesionado                                                         |
| Sin color | EX - Excluido                                                           |
| Estado    | Resultado                                                               |
| Negrita   | Pole position                                                           |
| Cursiva   | Vuelta rápida                                                           |
| †         | Abandona, pero clasifica al completar el porcentaje requerido para ello |

### Campeonato de Pilotos Independientes
| Pos. | N.° | Piloto                | Moto   | Ptos. |
| ---- | --- | --------------------- | ------ | ----- |
| 1    | 23  | Enea Bastianini       | Ducati | 219   |
| 2    | 5   | Johann Zarco          | Ducati | 166   |
| 3    | 89  | Jorge Martín          | Ducati | 152   |
| 4    | 10  | Luca Marini           | Ducati | 120   |
| 5    | 72  | Marco Bezzecchi       | Ducati | 111   |
| 6    | 73  | Álex Márquez          | Honda  | 50    |
| 7    | 30  | Takaaki Nakagami      | Honda  | 48    |
| 8    | 49  | Fabio Di Giannantonio | Ducati | 24    |
| 9    | 04  | Andrea Dovizioso      | Yamaha | 15    |
| 10   | 87  | Remy Gardner          | KTM    | 13    |
| 11   | 25  | Raúl Fernández        | KTM    | 14    |
| 12   | 40  | Darryn Binder         | Yamaha | 12    |
| 13   | 35  | Cal Crutchlow         | Yamaha | 10    |
| Pos. | N.° | Piloto                | Moto   | Ptos. |

### Campeonato de Novatos
| Pos. | N.° | Piloto                | Moto   | Ptos. |
| ---- | --- | --------------------- | ------ | ----- |
| 1    | 72  | Marco Bezzecchi       | Ducati | 111   |
| 2    | 49  | Fabio Di Giannantonio | Ducati | 24    |
| 3    | 25  | Raúl Fernández        | KTM    | 14    |
| 4    | 87  | Remy Gardner          | KTM    | 13    |
| 5    | 40  | Darryn Binder         | Yamaha | 12    |
| Pos. | N.° | Piloto                | Moto   | Ptos. |